# Hajj

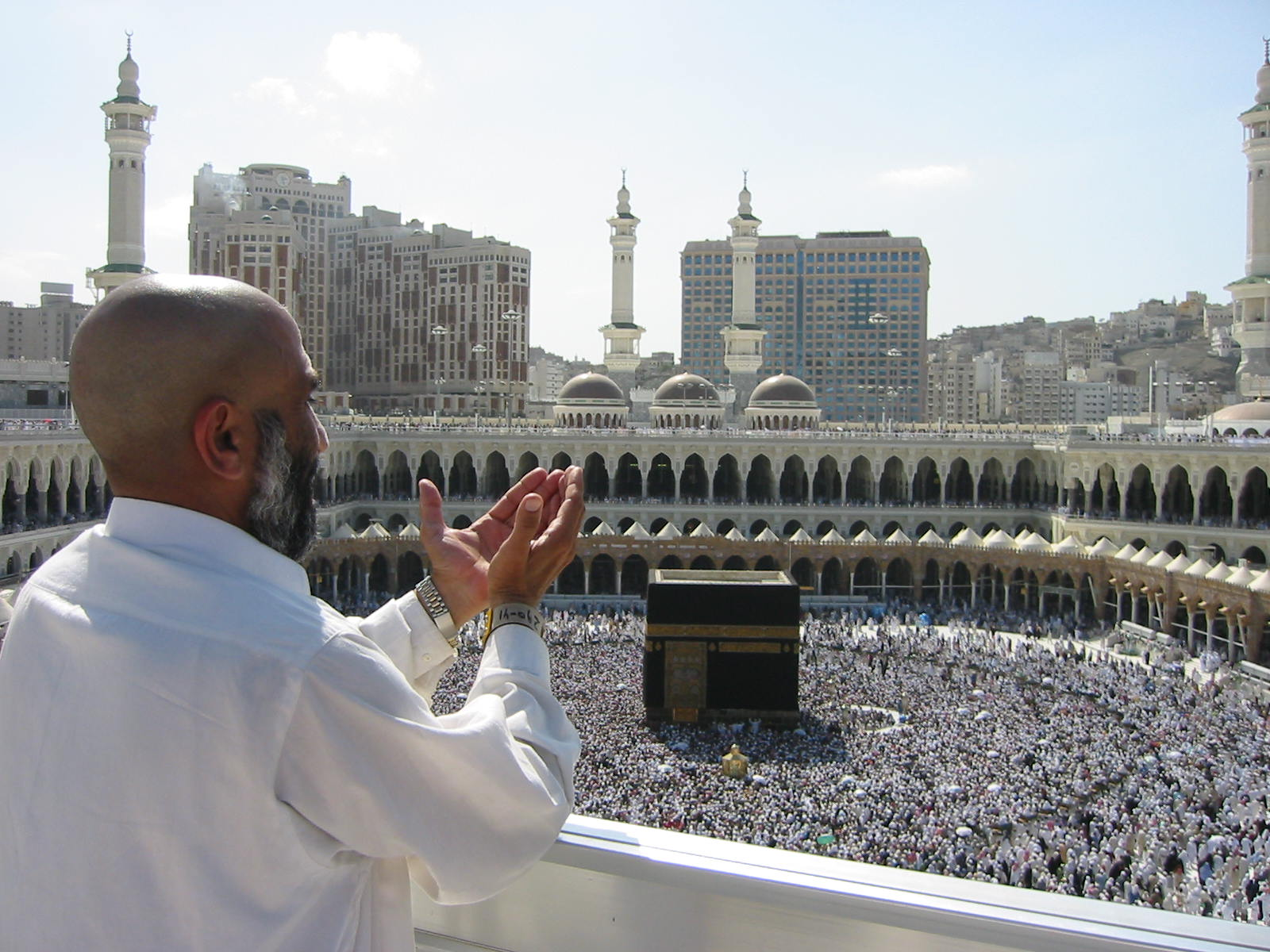
Pilgrim i bön vid Masjid-ul-Haram-moskén i Mecka, Saudiarabien.

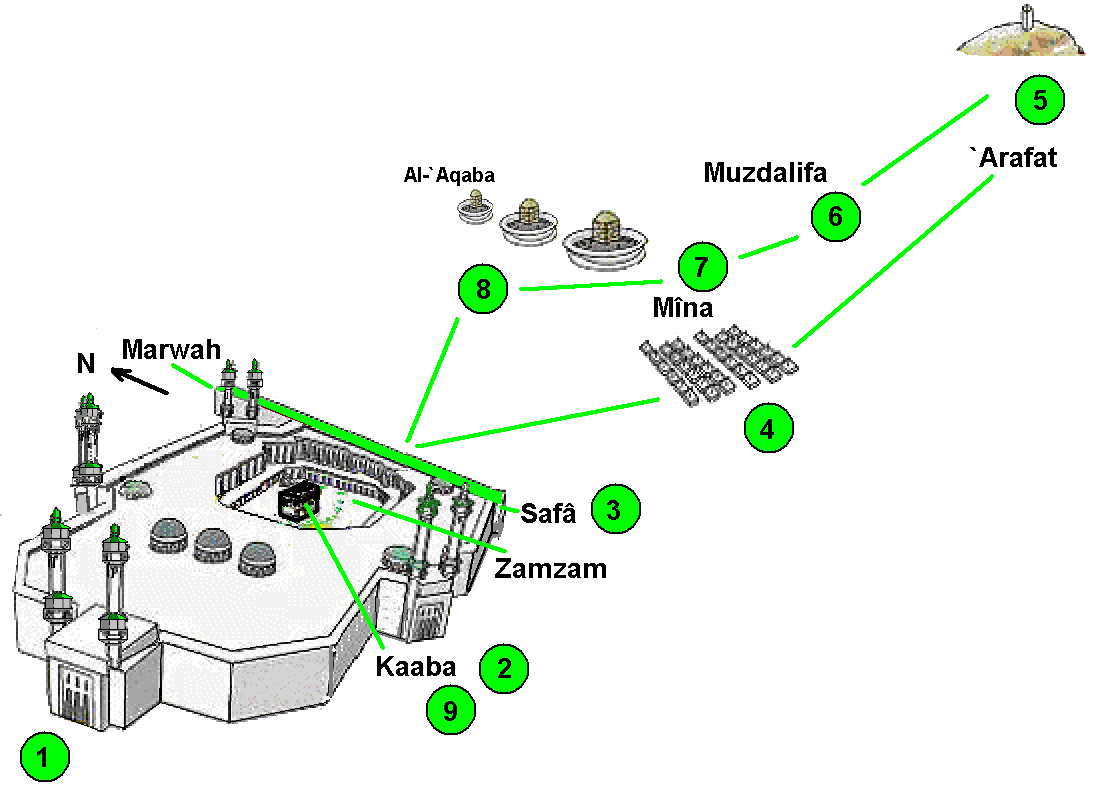
Pilgrimsresans etapper i Mecka.

Hajj, hadj eller haddj, arabiska: حج, är den vallfärd till islams heliga stad Mecka som varje frisk vuxen muslim, som har råd, är förpliktigad att göra. Hajj är en av islams fem pelare och den ska göras mellan den 8:e och 12:e dagen i dhu-l-hijjah, den tolfte månaden i den muslimska kalendern. Under dessa dagar vallfärdar miljontals muslimer från hela världen till Mecka. Eftersom den muslimska kalendern är en månkalender och därför inte följer det tropiska året, infaller hajj från år till år på olika datum i den västerländska tideräkningen. En vallfärd som görs under någon annan tid på året kallas umra. Alla fem rättsskolor i islam är överens om att det finns tre typer av hajj; tamattu', qiran och ifrad.

## Historik och ursprung
Vallfärden har sina rötter i berättelsen om profeten Abraham som upprättade Kaba i Mecka för dyrkan av Gud. Pilgrimsfärden är även en påminnelse om hur Abrahams andra hustru Hagar sökte vatten till sin son Ismael och om den uppoffring som Abraham var beredd att göra genom att offra sin egen son för att visa Gud sin vördnad.[källa behövs]
Vallfärden följer vissa bestämda ritualer både på vägen till Mecka och på plats. Under den berömda avskedsvallfärden 632 från Medina till Mecka fastställde Muhammed för all framtid alla enskildheter för det årliga pilgrimståget.
Vallfärden har en förislamsk historia. Under vad som inom islam kallas jahiliya, "okunnighetens tid", vallfärdade folk från olika religioner till Mecka för att dyrka sina gudomar.[källa behövs]

## Vallfärden – beskrivning
Manliga pilgrimer ska ikläda sig den vita vallfärdsdräkten. När pilgrimer bär den vita vallfärdsdräkten är det förbjudet för dem att parfymera sig, ha sexuellt umgänge, klippa naglar eller hår, med mera.

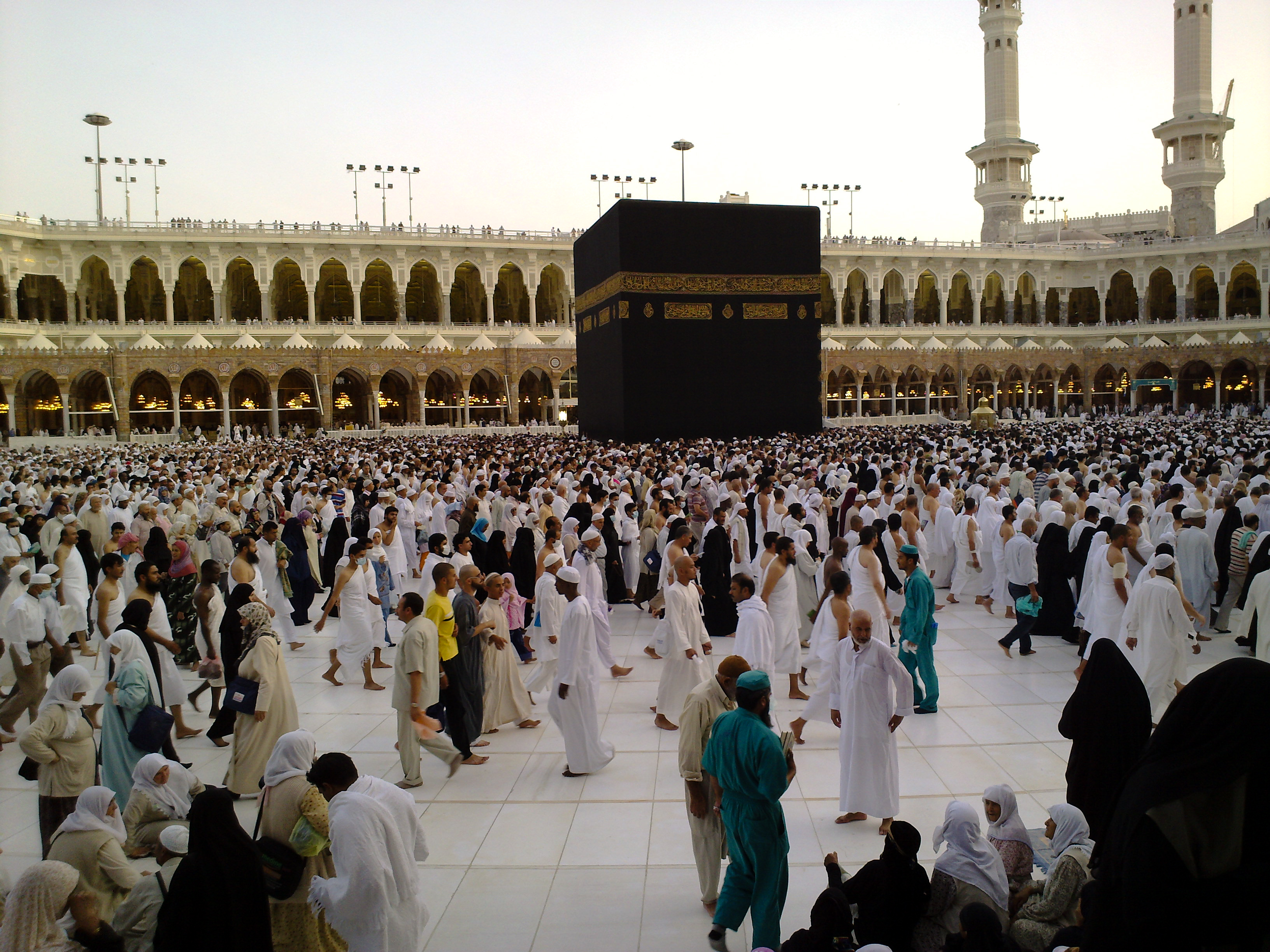
Muslimer utför tawaf runt Kaba.

Under hajjs första dag utförs tawaf, vilket innebär att pilgrimen vandrar sju varv motsols runt Kaba i den heliga moskén, Masjid al-Haram och helst röra eller kyssa den svarta stenen. De säger sedan takbīr ("Allahu Akbar", "Gud är större"). Därefter ska man utföra två böner vid Abrahams plats i moskén. Efter detta går eller springer man sju gånger fram och tillbaks mellan kullarna as-Safa och al-Marwah. Detta är till åminnelse av Abrahams hustru, Hagars sökande efter vatten till sin son Ismael. Pilgrimerna dricker sedan vatten från källan Zamzam som enligt legenden uppenbarades till Hagar av en ängel.[källa behövs]

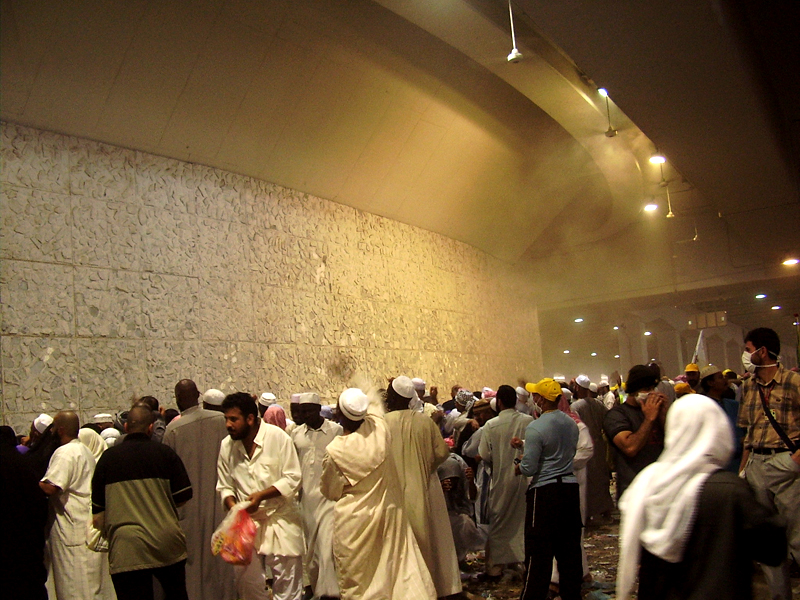
Ramy al-Jamarat, då pilgrimer kastar stenar på en mur som representerar Satan.

Nästa dag tillbringas vid kullen Arafat där Muhammed enligt traditionen gav sin sista predikan. Dagen därpå utförs steningsritualen då man kastar 49 stenar på stenpelare (på senare år har dessa ersatts med en mur för att motverka olyckor) som representerar Satan, som enligt traditionen frestade Ibrahim att inte lyda Guds befallning, att inte slakta Ismael. Ibrahim drev bort Satan med stenkastning och orden "Allahu akbar". På denna dag slaktar varje pilgrim ett får, vilket man inte äter, utan delar ut till fattiga.
Efter detta återvänder man till den stora moskén för ännu en tawaf. I slutet av hajj byts det tyg som täcker Kaban ut.
På väg hem från hajj besöker många pilgrimer Masjid an-Nabawi, Profetens moské, i Medina.

## Effekter
Syften med vallfärden är bland annat att komma närmare Gud, bli starkare i tron och få en starkare medkänsla gentemot andra människor. Forskare har undersökt sociala effekter av hajj. En undersökning menade att hajj stärker sammanhållning mellan muslimer och stärker tron på jämlikhet och harmoni.
Förberedelserna för hajj pågår hela året; Saudiarabien har ett särskilt hajj-ministerium som ansvarar för dess organisation. Trots detta har det flera gånger inträffat allvarliga olyckor då folkmassor drabbats av panik, vilket har lett till hundratals dödsoffer.[källa behövs]

## Hajji
Hajji är en hederstitel, som de muslimer som genomfört vallfärden till Mecka har rätt att bära. Beroende på hur man transkriberar arabiskan kan titeln även stavas hadji, haddji eller haji.

## Antal pilgrimer per år
Före andra världskriget var antalet pilgrimer färre än hundratusen. Det har skett en betydande tillväxt under det senaste seklet, och de utländska pilgrimerna har ökat mer än tjugofalt från knappt sextiotusen 1920 till mer än en och en halv miljon 2012. Till följd av problemen med att hantera de växande folkmassorna begränsade myndigheterna 2013 antalet utländska pilgrimer.
| År   | Hijra år | Inhemska pilgrimer | Utländska pilgrimer | Totalt antal        |
| ---- | -------- | ------------------ | ------------------- | ------------------- |
| 1920 | 1338     |                    | 58 584              |                     |
| 1921 | 1339     |                    | 57 255              |                     |
| 1922 | 1340     |                    | 56 319              |                     |
| 1950 | 1369     |                    | 100 000 (ungefär)   |                     |
| 1996 | 1416     | 784 769            | 1 080 465           | 1 865 234           |
| 1997 | 1417     | 774 260            | 1 168 591           | 1 942 851           |
| 1998 | 1418     | 699 770            | 1 132 344           | 1 832 114           |
| 1999 | 1419     | 775 268            | 1 056 730           | 1 831 998           |
| 2000 | 1420     | 571 599            | 1 267 555           | 1 839 154           |
| 2001 | 1421     | 549 271            | 1 363 992           | 1 913 263           |
| 2002 | 1422     | 590 576            | 1 354 184           | 1 944 760           |
| 2003 | 1423     | 610 117            | 1 431 012           | 2 041 129           |
| 2004 | 1424     | 592 368            | 1 419 706           | 2 012 074           |
| 2005 | 1425     | 629 710            | 1 534 769           | 2 164 469           |
| 2006 | 1426     | 573 147            | 1 557 447           | 2 130 594           |
| 2007 | 1427     | 746 511            | 1 707 814           | 2 454 325           |
| 2008 | 1428     |                    | 1 729 841           |                     |
| 2009 | 1429     | 154 000            | 1 613 000           | 2 521 000           |
| 2010 | 1430     | 989 798            | 1 799 601           | 2 854 345           |
| 2011 | 1431     | 1 099 522          | 1 828 195           | 2 927 717           |
| 2012 | 1432     | 1 408 641          | 1 752 932           | 3 161 573           |
| 2013 | 1433     | 700 000 (ungefär)  | 1 379 531           | 2 061 573 (ungefär) |